# رافليسيا فلبينية
الرافليسيا الفلبينية (باللاتينية: Rafflesia philippensis) نوع نباتي يتبع جنس الرافليسيا من الفصيلة الرافليسية.
الموطن الأصلي لهذا النوع هو الفلبين.

## الوصف النباتي
نباتات هذا الجنس ليس لها سوق أو أوراق أو جذور، بل النبات عبارة عن زهرة فقط لها خمس بتلات.